# Magie chaosu

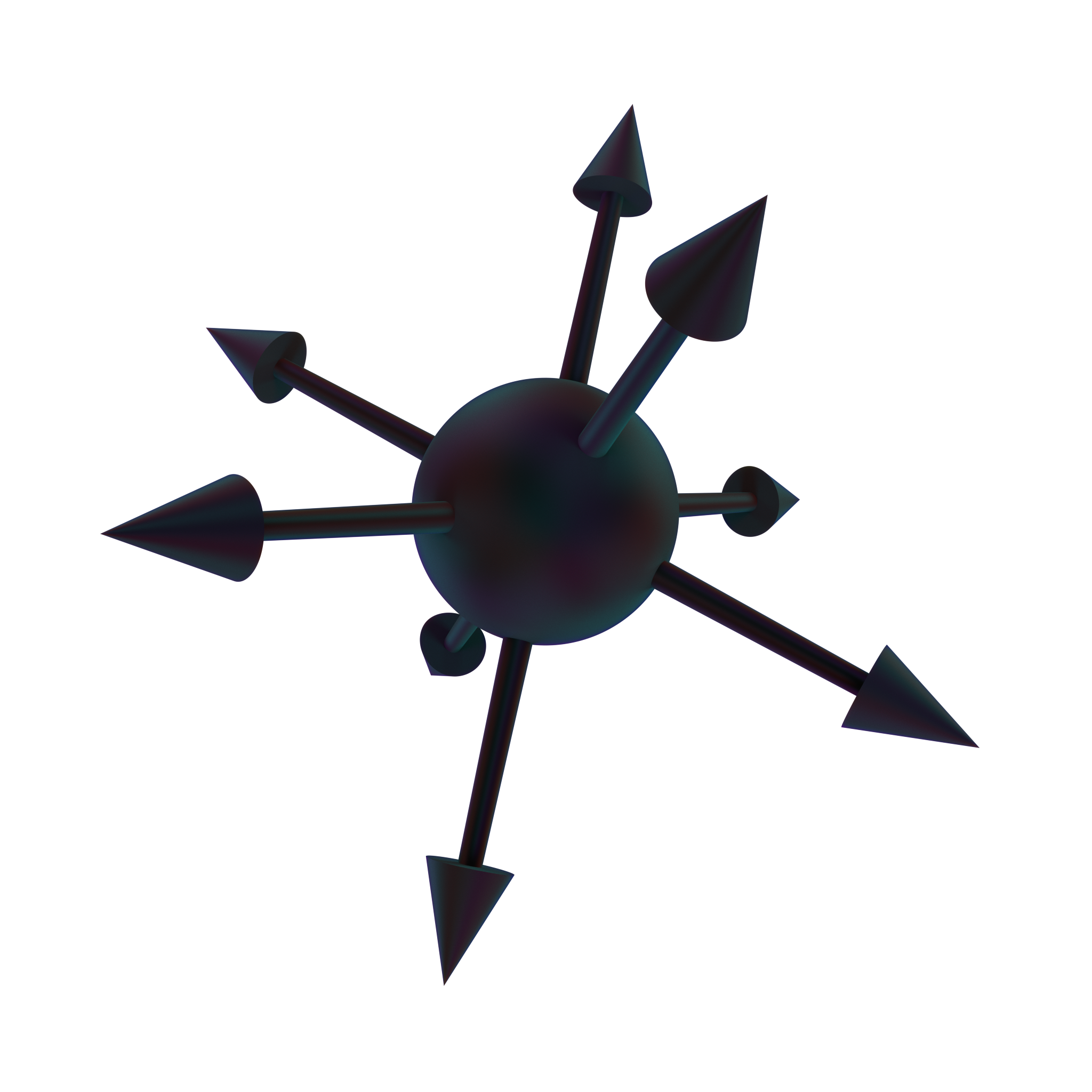
Chaosféra je symbolem magie Chaosu

Chaos magie je forma magie, která byla poprvé formulována ve West Yorkshire, v Anglii, v 70. letech 20. století. Mnoho praktikujících stoupenců této formy věří, že pomocí různých technik, často připomínajících postupy západní ceremoniální magie anebo novošamanismu, mohou změnit subjektivní vnímání a i objektivní realitu.

## Historie
Dějiny tohoto magického směru začínají u výtvarníka a mystika Austina Osmana Sparea, který se od mládí věnoval rozvoji svých magických idejí. Krátký čas byl členem Crowleyho řádu Argenteum Astrum. Po čase tento řád opustil a začal se magii věnovat samostatně. Velká část z jeho teorie a praxe položila základ pozdější magie chaosu. Spare, mimo jiného, vyvinul způsob použití sigil a stavu gnose, při které se sigila aktivují. V současnosti tvorba většiny sigil opakuje Spareovu techniku, která zahrnuje: a) sestavování fráze, vyjadřující magický záměr; b) vynechání znásobených písmen a c) vytvoření grafického znaku, skládajícího se z ostatních písmen fráze. Ten tvoří znak sigila. Ačkoliv Spare zemřel, ještě než se magie chaosu rozšířila, mnoho lidí ho považuje za jejího otce.
Po Spareově smrti mágové dále pokračovali v experimentech za hranicí tradiční magie. Experimentování bylo ovlivněné několika faktory, jakými byly např. určitý protipohyb (např. hnutí hippies) v kultuře 60. a raných 70. let 20. století; rozsáhlé publikování materiálů s tematikou magie samotnými magickými autoritami (např. Aleister Crowley nebo Israel Regardie); vliv diskordianismu a Roberta Antona Wilsona; nebo popularizování magie hnutím Wicca.
Roku 1976 se Peter J. Carroll setkal s Rayem Sherwinem v Deptfordu. Tato událost je považována za moment zrození magie chaosu. O dva roky později Carroll se Shrewinem založili chaosmagickou organizaci Illuminates of Thanateros (IOT). Carrollova kniha Liber Null (1978) dále teoreticky rozvinula novou větev magie. Toto Carrollovo dílo, spolu s další jeho knihou Psychonaut (1981), jsou důležitými informačními zdroji o magii chaosu. V současnosti magie chaosu patří mezi nejméně početné organizované větve magie.

## Autoři
- Carlos Atanes
- John Balance
- Peter J. Carroll
- Ramsey Dukes
- Jaq D. Hawkins
- Phil Hine
- Jozef Karika
- Grant Morrison
- Ian Read
- Ray Sherwin
- Lionel Snell
- Ralph Tegtmeier

### Cizojazyčná
- Atanes, Carlos: Chaos Magic For Skeptics. ISBN 978-1914153174;
- Spare, Austin Osman: Ethos. ISBN 1-872189-28-8;
- Hine, Phil: Prime Chaos, 1993. ISBN 1-56184-137-4;
- Hawkins, Jaq D.: Understanding Chaos magic, 1996. ISBN 1-898307-93-8;
- Fries, Jan: Seidways, 1997. ISBN 1-869928-36-9;
- Dukes, Ramsey: SSOTBME Revised - An Essay On Magic, 2002. ISBN 0-904311-08-2;

### Česká vydání
- Carroll, Peter J.: Liber Null & Psychonaut, Vodnář, Praha, 2007. ISBN 978-80-86226-76-7;
- Hine, Phil: Prachaos, Vodnář, Praha, 2008. ISBN 978-80-86226-88-0;
- Karika, Jozef: Zóny stínu, kapitola Doslov (Magie v postmoderním světě), Vodnář, Praha, 2004. ISBN 80-86226-57-3.